# アンナ・カレーニナ

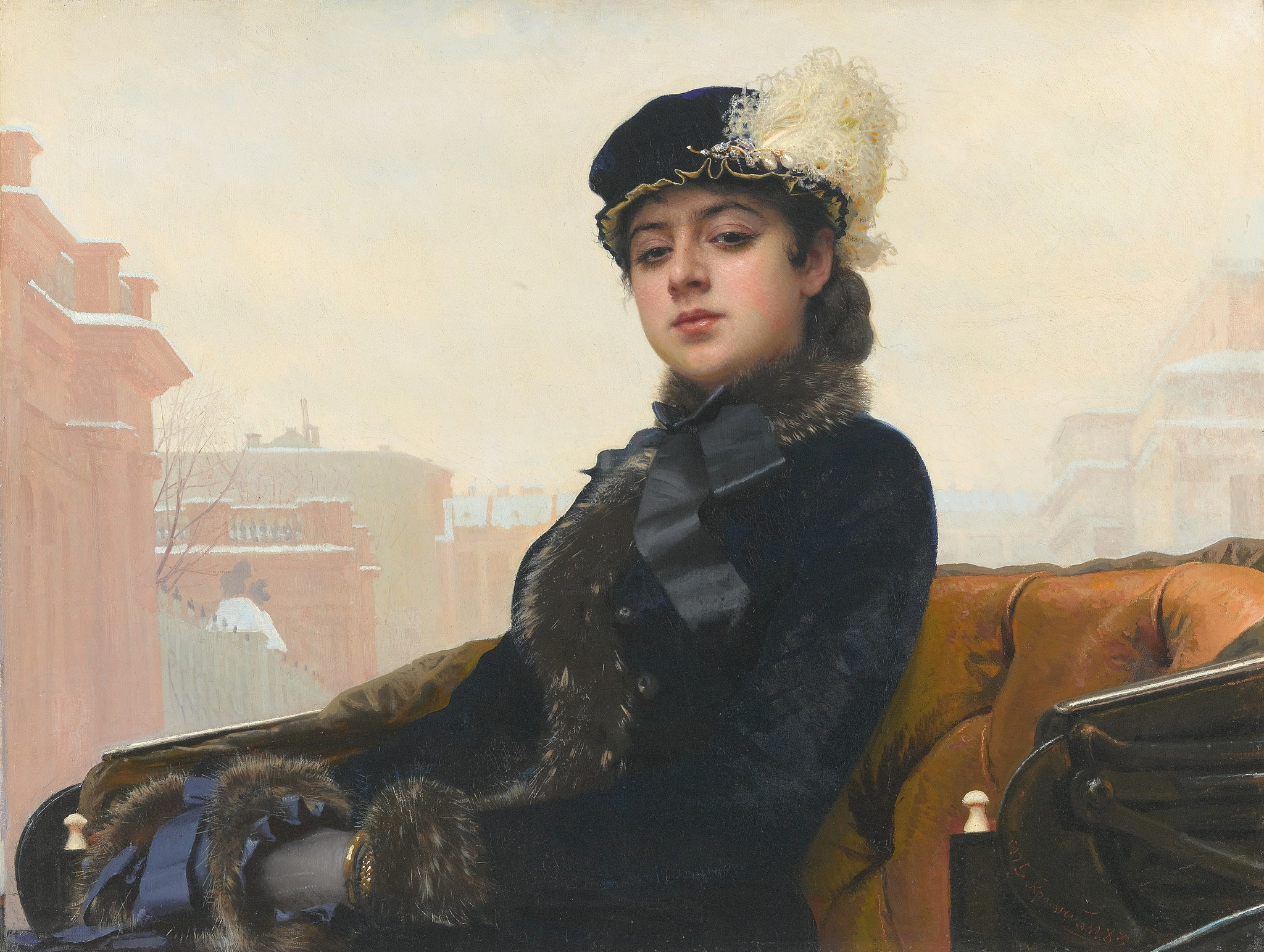
イワン・クラムスコイ作「邦題:忘れえぬ女」（1883年）。アンナ・カレーニナをイメージしたものとも言われている。

『アンナ・カレーニナ』（露: Анна Каренина）は、帝政ロシアの作家レフ・トルストイの長編小説。1873年から執筆を開始し、1875年から雑誌『ロシア報知』（露: Русскій Вѣстникъ）に連載した。1877年に単行本初版が刊行された。『戦争と平和』と並ぶ作者の代表作であり、現代に至るまで高い評価を受けている。
書き出しの「幸福な家庭はどれも似たものだが、不幸な家庭はいずれもそれぞれに不幸なものである」は著名な一文となっている。

## あらすじ
主な舞台は1870年代のロシア。
政府高官カレーニンの妻である美貌のアンナは、兄夫婦の諍いを仲裁するためにやってきたモスクワで若い貴族の将校ヴロンスキーと出逢い、互いに惹かれ合う。
地方の純朴な地主リョーヴィンはアンナの兄嫁の妹キティに求婚するが、ヴロンスキーとの結婚を期待するキティに断られてしまう。失意のリョーヴィンは領地に戻り、農地の経営改善に熱心に取り組む。ところがキティはヴロンスキーに無視され、それがきっかけで病を患ってしまう。
アンナは夫と幼い一人息子の待つペテルブルクへ帰京するが、ヴロンスキーはアンナを追う。二人の関係は急速に深まるが、それを知ったカレーニンは世間体を気にして離婚に応じない。
アンナはヴロンスキーの子供を出産後、重態となる。そこへ駆けつけたカレーニンは寛大な態度でアンナを許す。その一連を目の当たりにしたヴロンスキーはアンナを失うことに絶望しピストル自殺を図るが、未遂に終わる。その後ヴロンスキーは退役して、回復したアンナを連れて外国に出奔する。
リョーヴィンは病気の癒えたキティと結婚し、領地の農村で新婚生活を始める。そして兄を看取ったことをきっかけに人生の意義に悩むようになる。
帰国したアンナとヴロンスキーの二人は、不品行が知れ渡り社交界から締め出され、やむなくヴロンスキーの領地に居を定めることになる。離婚の話は、狂信的な知人のカレーニンへの入れ知恵や、一人息子を奪われるというアンナの恐れなどの事情でなかなか進まない。自らの境遇に不満なアンナと領地の経営に熱中するようになったヴロンスキーとは次第に気持ちがすれ違い始め、アンナはヴロンスキーの愛情が他の女性に移ったのではないかとまで疑うようになる。ついに絶望したアンナは列車に身を投げる。生きる目的を見失ったヴロンスキーは、私費を投じて義勇軍を編成し、トルコとの戦争（露土戦争）に赴く。カレーニンはアンナとヴロンスキーの間の娘である幼子のアニー（カレーニンとアンナは離婚していないので、法律上はアニーはカレーニンの娘扱いとなっている）を引き取る。なお、カレーニンとヴロンスキーの名前は、どちらもアレクセイである。
一方、リョーヴィンは、キティとの間に子供をもうけ、領地で幸せな家庭を築き、人は他人や神のために生きるべきものだという思いに至る。

## 主な登場人物
アンナ・アルカージエヴナ・カレーニナ: サンクトペテルブルク出身の、美しく賢い貴族の女性。婚外関係が原因で社会から排斥され、不幸な状態に陥り、最終的に自殺する。
アレクセイ・アレクサンドロヴィチ・カレーニン: アンナの公的で感情に乏しい夫で、政府の高官。社会的な伝統に従い、自己保身を優先する。
アレクセイ・キリロヴィチ・ヴロンスキー: ハンサムな軍人であり、アンナの恋人。一時はキャリアを犠牲にするほどの愛情を持つ。時間とともに感情が冷めるものの、それでもアンナに忠実である。
コンスタンティン・ドミートリチ・リョーヴィン: 地主であり、知識人のキャラクター。愛の探求の中で幸せな結婚を達成する、トルストイ自身の象徴である。
エカテリーナ・アレクサンドロヴナ・シチェルバツカヤ（キティ）: リョーヴィンの妻で、美しく優しい女性。人生の困難に対して大きな勇気を示す。
ステパン・アルカージェヴィチ・オブロンスキー（スティヴァ）: アンナの享楽主義的な兄弟で、道徳的に緩んでいることで知られている。楽しく魅力的だが、道徳的には弱いキャラクターである。
ダリヤ・アレクサンドロヴナ・オブロンスカヤ（ドリー）: スティヴァの妻であり、キティの姉。アンナに理解を示し、結婚の困難さを知っている。
セルゲイ・アレクセーヴィチ・カレーニン（セルジョージャ）: アンナとカレーニンの幼い息子。母親に強く依存している。
ニコライ・ドミートリチ・リョーヴィン: リョーヴィンの病気の兄弟で、自由思想的で急進的な見解を持つ。
セルゲイ・イヴァノヴィチ・コズニシェフ: リョーヴィンの異母兄弟で、有名な知識人。冷淡な知識主義を象徴している。

## 主題
不倫という神の掟をやぶる行為に走ったアンナは不幸な結末を迎えざるをえない。しかし、自身の気持ちに誠実に生きたアンナを同じ罪人である人間が裁くことはできない。虚飾に満ちた都会の貴族社会で死に追いやられたアンナと、農村で実直に生きて信仰に目覚め、幸せをつかんだリョーヴィンとが対比され、人の生きるべき道が示されている。
また、この物語の主軸は、主人公アンナが、二人のアレクセイである、カレーニンとヴロンスキーの間を行き来することである、ともいえる。初めカレーニンの妻であったアンナは、ヴロンスキーに惹かれ、その妻となる。しかし、やがてヴロンスキーと心が離れ、最後にアンナは自殺してしまう。しかしアンナは娘であるアニーという形をとって生まれ変わり、再びカレーニンの下へ還るのである。

## 手法
トルストイは、リアリズムの巨匠の一人と評され、本作品においても鋭敏な感性で登場人物の肉体や行動、および環境を描くことで、その人物の心理を表現するという作者一流のリアリズムの手法が駆使されている。その的確な描写力に加え、心理に対する深い洞察、厳密なことばの選択などが、数多くの登場人物の個性を鮮やかに描き分ける。また、修辞学を排し語義そのものを明らかにする直截的な文体が用いられている。

## 評価
雑誌に発表した当初から賞賛の声に包まれた。ドストエフスキーは「芸術上の完璧であって、現代、ヨーロッパの文学中、なに一つこれに比肩することのできないような作品である」、トーマス・マンは「このような見事な小説、少しの無駄もなく一気に読ませる書物、全体の構造も細部の仕上げも一点非の打ちどころのない作品」と評し、レーニンは、本がすり切れるまで読んだと言われている。桑原武夫は「この間お目にかかった志賀直哉さんも、近代小説の教科書といっていい、ともらされております」と発言している。
2002年にはノルウェー・ブック・クラブ(Norwegian Book Club)が選定した「世界文学最高の100冊」(en:The 100 Best Books of All Time)に選ばれ、2007年刊行の『トップテン 作家が選ぶ愛読書』“The Top Ten: Writers Pick Their Favorite Books”の首位(en:List of novels considered the greatest of all time)を占めた。

## 日本語訳
複数の訳で重版されており以下は現行版、いずれも「アンナ・カレーニナ」でタイトル統一されている。
- 中村融訳 「アンナ・カレーニナ」 岩波文庫（上中下）、改版1989年
- 木村浩訳 「アンナ・カレーニナ」 新潮文庫（上中下）、再改版2012年
- 望月哲男訳 「アンナ・カレーニナ」 光文社古典新訳文庫（全4巻）、2008年
- 北御門二郎訳 「アンナ・カレーニナ」 東海大学出版会（上下）、新版2000年
- 木村彰一訳「アンナ・カレーニナ」筑摩書房「筑摩世界文学大系」、度々再版

## 派生作品

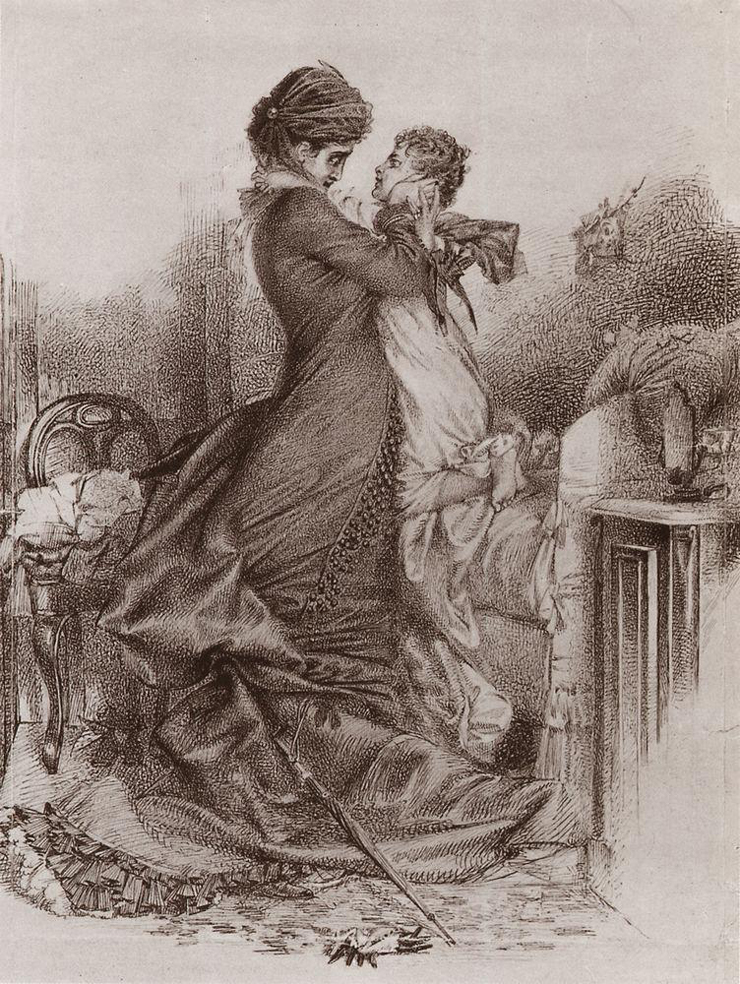
M・ヴルーベリによる挿絵 『息子と再会するアンナ・カレーニナ』 （1878年）

### 映画
この作品は何度も映画・テレビ化されている。
- アンナ・カレニナ (Love)：1927年製作。サイレント映画。グレタ・ガルボ、ジョン・ギルバート主演
- アンナ・カレニナ：1935年製作。グレタ・ガルボ、フレドリック・マーチ主演
- アンナ・カレニナ：1948年製作。ヴィヴィアン・リー主演
- アンナ・カレーニナ：1967年製作。ソ連
- アンナ・カレーニナ：1975年製作。ソ連。M・プリセツカヤ主演
- アンナ・カレーニナ：1997年製作。イギリス・アメリカ合作。ソフィー・マルソー、ショーン・ビーン出演
- アンナ・カレーニナ：2012年製作。イギリス・フランス・アメリカ合作。キーラ・ナイトレイ、ジュード・ロウ、アーロン・ジョンソン出演
- アンナ・カレーニナ ヴロンスキーの物語：2017年公開のロシア映画（日本公開は2018年）。エリザベータ・ボヤルスカヤ、マクシム・マトベーエフ、ビタリー・キシュチェンコ出演

### バレエ
- ボリショイ・バレエ団の3幕物バレエ作品。1972年初演。

M・プリセツカヤが振付け、自身がアンナ役を踊った。音楽は夫のR・シチェドリン。プリセツカヤの衣装はフランスのピエール・カルダンが担当した。
- B・エイフマン制作・振付の2幕物バレエ作品。2005年8月初演。

P・チャイコフスキーの楽曲を使用した新作バレエ。

### 演劇
- 宝塚歌劇団によるミュージカル。2001年初演、2008、2019年再演。脚本、演出：植田景子

|                | 2001年(雪組) | 2008年(星組)         | 2019年(月組) |
| -------------- | ------------ | -------------------- | ------------ |
| ヴィロンスキー | 朝海ひかる   | 夢乃聖夏・麻尋しゅん | 美弥るりか   |
| アンナ         | 紺野まひる   | 蒼乃夕妃・妃咲せあら | 海乃美月     |
| カレーニン     | 貴城けい     | 紅ゆずる・美弥るりか | 月城かなと   |
| コスチャ       | 立樹遥       | 壱城あずさ・碧海りま | 夢奈瑠音     |

- 東宝ミュージカル　1992年初演のブロードウェイ・ミュージカルで、2006年日本初演、2010、2013年再演。 脚本・作詞：Peter Kellogg　音楽：Daniel Levine　日本版修辞・訳詞：小池修一郎　日本版演出：鈴木裕美

　出演
　2006年版　アンナ：一路真輝、ヴロンスキー：井上芳雄、レヴィン：葛山信吾、スティーバ：小市慢太郎、カレーニン：山路和弘
　2010年版　アンナ：一路真輝、瀬奈じゅん（Wキャスト）、ヴロンスキー：伊礼彼方、レヴィン：葛山信吾、スティーバ：山西惇、カレーニン：山路和弘 
　2013年版　アンナ：一路真輝、ヴロンスキー：伊礼彼方、レヴィン：葛山信吾、スティーバ：井之上隆志、カレーニン：山路和弘 
- 劇団室生春カンパニー　2007年初演,2009年再演。脚色、演出：室生春　出演：高橋奈緒美、伊藤衣里他

- 劇団Studio Life　2018年初演、演出：倉田淳　出演：アンナ：曽世海司、岩﨑大（Wキャスト）、ヴロンスキー：笠原浩夫他

- COCOON PRODUCTION 2023　DISCOVER WORLD THEATRE vol.13　2023年初演、演出フィリップ・ブリーン　出演　アンナ:宮沢りえ、ヴロンスキー:渡邊圭祐、リョーヴィン:浅香航大、カレーニン:小日向文世

### オペラ
- 『アンナ・カレーニナ』（2007年）作曲：デーヴィッド・カールソン、台本：コリン・グレアム

### コミック
- いがらしゆみこ『アンナ・カレーニナ』中公文庫 コミック版、1997年
- 大滝晶『アンナ・カレーニナ　マンガで完読』日本文芸社・コミック文庫、2009年
- 『まんがで読破　アンナ・カレーニナ』バラエティ・アートワークス 企画・作画、イースト・プレス文庫、2012年

### 英語版テキスト
- Anna Karenin
- Anna Karenina formatted for online reading

### ロシア語版テキスト
- «Анна Каренина» at LitPortal.ru
- Full Russian text of Anna Karenina at Alexey Komarov's Internet Library